# Tone Seliškar
Anton "Tone" Seliškar (Ljubljana, 1. travnja 1900. – Ljubljana, 10. kolovoza 1969.) je jedan od najpoznatijih slovenskih pisaca i pjesnika. Pisao je proletersko-socijalnu literaturu.

## Životopis
Tone Seliškar je rođen 1. travnja 1900. godine u Ljubljani u radničkoj obitelji. Otac mu je bio vozač koji je cijenio knjige, a majka mu je radila u tvornici duhana. Seliškar je osnovnu školu završio na Vrtači. Već tada, u osnovnoj školi, počinje pisati svoje prve pjesme.
Maturirao je 1919. godine u Ljubljani. Po zanimanju je bio nastavnik slovenskog jezika sve do Drugog svjetskog rata. Kao nastavnik radio je u Celju, zatim je prebačen u Trbovlje, gdje osniva obitelj, a 1925. se vraća u Ljubljanu. U jesen 1943. odlazi u partizane, gdje uređuje partizanske časopise.
Nakon rata bio je novinar u Slovenskom poročevalcu (Slovenski izvjestitelj), urednik nakladničke kuće Borec i predsjednik Slovenske iseljeničke matice. Dobitnik je Nagrade France Prešeren 1947. godine i Levstikove nagrade 1949. i 1950. godine.
Umro je 10. kolovoza 1969. u Ljubljani.

## Stil pisanja
Seliškar je većinu svojih djela posvetio djeci i mladima, a djela su mu u proletersko-socijalnom stilu.
U svojim pjesmama prelazi iz socijalnog ekspresionizma (Trbovlje) u socijalni realizam (Pjesme očekivanja), a u svojoj prozi opisuje katastrofe i poteškoće s kojima se suočavaju radnici i njihovu borbu za opstanak. Motive je nalazio u životu dalmatinskih ribara (Družba Sinjeg galeba), partizanskog vremena  (Mule, Drugovi, Lisčki), a svoje djetinjstvo je opisao u knjizi Dječak s velike ceste.

## Djela

### Poezija
- Trbovlje (1923.)
- Knjiga drugova (1929.)
- Pjesme očekivanja (1937.)
- Neprijatelj (1944.)
- U krilu domovine (1947.)
- Pjesme i pripjevi (1957.)

### Proza
- Nasukani brod (1932.)
- Kuća bez prozora (1936.)
- Ruke Andreja Podlipnika
- Mi ćemo pobijediti (1946.)
- Tržišna cesta (1947.)
- Noć i svitanje (1946.)
- Ljudi s crvenim cvijetom (1961.)

### Djela za mlade
- Rudi (1929.)
- Družba Sinjeg galeba (1936.)
- Janko i Metka (1939.)
- Bujica (1939.)
- Drugovi (1946.)
- Mule (1948.)
- Lisčki (1950.)
- Djed Som (1953.)
- Posada bez broda (1955.)
- Indijanci i gusari (1957.)
- Velika gala predstava (1958.)
- Djevojčica s herojskim srcem (1959.)
- Ribar Luka i delfin (1963.)